# کیت آلنبی
کیت آلنبی (انگلیسی: Kate Allenby؛ زادهٔ ۱۶ مارس ۱۹۷۴) ورزشکار دو و میدانی اهل بریتانیا است.
وی در مسابقات کشوری و بین‌المللی در مجموع برندهٔ ۷ مدال طلا، ۲ مدال نقره، ۵ مدال برنز شده‌است.